# Josep Maria Llompart
Josep Maria Llompart i de la Peña, né à Palma (Majorque) le 23 mai 1925 et mort dans la même ville le 28 janvier 1993, est un poète, essayiste, activiste culturel, critique littéraire, éditeur et traducteur espagnol d'expression catalane.

## Biographie
En 1982, il reçoit le prix d'Honneur des lettres catalanes et la Creu de Sant Jordi.
En 1985, il est nommé membre de la Section Philologique de l'Institut d'Études Catalanes.
Un IES de Palma porte son nom.

### Famille
Son grand-père maternel est andalou. Il épouse Encarnació Viñas Olivella (ca).